# Enex Jean-Charles
Enex Jean-Charles (n. Chansolme, Haití, 18 de julio de 1960) es un político, abogado y profesor haitiano.
Fue desde el día 28 de marzo de 2016 hasta el 21 de marzo de 2017 el primer ministro de Haití en calidad de interino, tras haber sido nombrado por el presidente Jocelerme Privert.

## Vida personal
Enex Jean-Charles está casado y tiene tres hijos.